# 1293年
| 千纪： | 2千纪 |
| 世纪： | 12世纪 \| 13世纪 \| 14世纪                                                                                 |
| 年代： | 1260年代 \| 1270年代 \| 1280年代 \| 1290年代 \| 1300年代 \| 1310年代 \| 1320年代                           |
| 年份： | 1288年 \| 1289年 \| 1290年 \| 1291年 \| 1292年 \| 1293年 \| 1294年 \| 1295年 \| 1296年 \| 1297年 \| 1298年 |
| 纪年： | 癸巳年（蛇年）；元至元三十年；越南重興九年，興隆元年；日本正應六年，永仁元年                               |

## 大事记
- 羅登·韋查耶在爪哇建立滿者伯夷。
- 覺蘇瓦封阿散哥也為敏象（英语：Myinsaing）總督、阿剌者僧加藍為米加耶（英语：Mekkhaya）總督、梯訶都為賓里（英语：Pinle）總督。
- 通惠河完工。
- 漢薩同盟決定盧貝克成為總部所在地，盧貝克法律成為同盟之共同法律。
- 金帳汗國大汗脫脫汗為懲罰全羅斯大公與弗拉基米爾大公勝利者德米特裡停止朝見和納貢遠征俄羅斯，下令各羅斯公國一同協助征伐弗拉基米爾大公國，斯摩棱斯克王公費奧多爾·羅斯季斯拉維奇從弗拉基米爾救出被勝利者德米特里軟禁的弟弟安德烈三世·亞歷山德羅維奇，以安德烈三世·亞歷山德羅維奇為首回應脫脫汗的北伐，推翻了勝利者德米特里對弗拉基米爾公國的統治，退回原封地佩列斯拉夫爾-扎列斯基，結束1281年－1293年東北羅斯內戰。

## 出生
- 腓力五世，法國卡佩王朝國王。（1322年逝世，71岁）
- 腓力六世，法國瓦盧瓦王朝國王。（1350年逝世，57岁）
- 元泰定帝也孙铁木儿